# 贝尔讷
贝尔讷（德語：Berne，發音：[ˈbɛʁnə] ⓘ）是德国下萨克森州威悉马施县的市镇，面积85.1平方千米，2023年12月31日人口为6,985人。